# Diemodynerus diemensis
Diemodynerus diemensis är en stekelart som först beskrevs av Henri Saussure 1853.  Diemodynerus diemensis ingår i släktet Diemodynerus och familjen Eumenidae. Inga underarter finns listade i Catalogue of Life.